# Alex Weinstein (empresario)
Alex Weinstein es un empresario, inversor y cofundador de Dyninno Group.

## Biografía
Alex Weinstein nació en 1975 en Moldova. Su padre era un ingeniero. En 1989, junto con su familia, Alex Weinstein emigró a los Estados Unidos. Primero se establecieron en el sur de Florida y luego en California.
En 1992 Alex se graduó de la Academia Hebrea de San Francisco. Estudió en el Colegio Comunitario del Condado de San Mateo y asistió a la Universidad de California, Berkeley.
A principios de los años 1990 comenzó su negocio como agente de viajes en San Francisco.
En 2001 Alex Weinstein lanzó asaptickets.com, una agencia de viajes que vendía billetes de avión.
En 2004 Weinstein fundó Dyninno Group (abreviatura de Dynamic Innovations) que operaba productos y servicios en los sectores de viajes (Trevolution Group), finanzas (MultiPass), entretenimiento (Entertech) y tecnología. Para el año 2019 Dyninno Group generó más de $800 millones de ingresos.
Alex es un miembro de la Junta de Síndicos de la Comunidad Judía de Moldova y un Asesor de la Junta de la Comunidad Judía de Letonia.